# 79-й гвардейский гаубичный артиллерийский полк
79-й гвардейский гаубичный артиллерийский Витебский полк — воинское формирование Вооружённых Сил СССР, принимавшее участие в Великой Отечественной войне.
Сокращённое наименование — 79-й гв. гап.

## История
Полк сформирован 15 января 1945 года, путём преобразования 1224-го гаубичного артиллерийского полка. Формирование полка по штату № 05/45 проходило с 15 января по 2 февраля 1945 года в деревне Корбутовка, в четырёх километрах северо-восточнее города Житомир. Полк был сформирован из двух дивизионов: 1-й дивизион — трёх батарейного состава и 2-й дивизион — двух батарейного состава. Бывшие на вооружении полка 152-миллиметровые гаубицы образца 1938 года и трактора были сданы. На вооружение полка были поставлены 122-мм гаубицы образца 1938 года на механической тяге автотягачами Студебекер.
Полк вошёл в состав 54-й гвардейской дивизионной артиллерийской бригады 99-й гвардейской стрелковой дивизии.
В составе действующей армии с 23.02.1945 по 11.05.1945 года.
- О боевом пути полка смотри статью 54-я гвардейская дивизионная артиллерийская бригада
- О боевом пути полка смотри статью 99-я гвардейская стрелковая дивизия

## Подчинение
| Дата            | Фронт (округ)           | Армия                 | Корпус                             | Дивизия                             | Бригада                                             | Примечания                               |
| --------------- | ----------------------- | --------------------- | ---------------------------------- | ----------------------------------- | --------------------------------------------------- | ---------------------------------------- |
| 15.01.1945 года | 1-й Прибалтийский фронт | 43-я армия            | -                                  | -                                   | -                                                   | -                                        |
| 01.02.1945 года | 1-й Прибалтийский фронт | -                     | -                                  | -                                   | -                                                   | как 1224-й гаубичный артиллерийский полк |
| 01.03.1945 года | 2-й Украинский фронт    | 9-я гвардейская армия | 37-й гвардейский стрелковый корпус | 99-я гвардейская стрелковая дивизия | 54-я гвардейская дивизионная артиллерийская бригада | -                                        |
| 01.04.1945 года | 3-й Украинский фронт    | 9-я гвардейская армия | 37-й гвардейский стрелковый корпус | 99-я гвардейская стрелковая дивизия | 54-я гвардейская дивизионная артиллерийская бригада | -                                        |
| 01.05.1945 года | 3-й Украинский фронт    | 9-я гвардейская армия | 37-й гвардейский стрелковый корпус | 99-я гвардейская стрелковая дивизия | 54-я гвардейская дивизионная артиллерийская бригада | -                                        |

## Награды и почётные наименования
| Награда (наименование)            | Дата награждения                                   | За что получена    |
| --------------------------------- | -------------------------------------------------- | ------------------ |
| Почётное звание «Гвардейский»     | присвоено 15 января 1945 года                      |                    |
| Почётное наименование «Витебский» | присвоено приказом ВГК № 0193 от 10 июля 1944 года | по преемственности |